# Belton and Manthorpe
Belton and Manthorpe est une paroisse civile du Lincolnshire, en Angleterre.